# النوم في الاضطراب ثنائي القطب
يُعرف أن النوم يلعب دورًا مهمًا في حدوث الاضطراب ثنائي القطب وتدبير حالاته. غالبًا ما يكون لدى المرضى الذين يعانون من اضطراب ثنائي القطب نظم يوماوي أقل استقرارًا وأكثر تقلبًا. قد يكون اضطراب النظم اليوماوي واضحًا حتى لو لم يكن الشخص المعني مريضًا بنفس الوقت.
يعد انخفاض الحاجة إلى النوم أحد أعراض نوبة الهوس ونوبة الهوس الخفيف في الاضطراب ثنائي القطب. غالبًا ما تكون اضطرابات النوم بمثابة بادرة لنوبة الهوس أو الهوس الخفيف أو الاكتئاب. تظهر الأبحاث الحالية حول عمليات النظم اليوماوي وعمليات النوم والاستيقاظ أنها تلعب دورًا مهمًا في حدوث الاضطراب ثنائي القطب وتدبيره. أظهرت الدراسات السابقة أن النظم اليوماوي بإمكانه تعديل الحالة المزاجية السائدة بشكل إيجابي. عند اضطرابه، قد يكون له عواقب سلبية على المزاج.
لذلك، تقترح فرضية المزامن الاجتماعي أنه في الاضطراب ثنائي القطب، يمكن تخفيف الاضطراب الأساسي في النظم اليوماوي من خلال تنظيم الإيقاعات اليومية والمزامن. وفقًا لهذه الفرضية، قد يؤدي الكرب (حدث في الحياة مثلًا) إلى حدوث نوبات اكتئاب أو هوس خفيف أو هوس. على العكس، قد يكون للإيقاع اليومي المنتظم أثر إيجابي ويؤدي إلى تطبيع النظم اليوماوي. الهدف من البرامج العلاجية مثل علاج النظم بين الشخصي والاجتماعي هو تنظيم الإيقاعات الاجتماعية للمريض وبذلك، تطبيع الإيقاعات البيولوجية.

## اضطرابات النوم والاضطراب ثنائي القطب
يرتبط تشخيص الاضطراب ثنائي القطب باضطرابات النوم المختلفة. تشمل المراضات المشتركة الأرق وفرط النوم. تشمل اضطرابات النوم الأخرى ذات الصلة متلازمة طور النوم المتأخر واضطراب نوم الإيقاع اليوماوي وانقطاع النفس النومي واضطرابات نوم حركة العين السريعة واضطراب أوقات النوم والاستيقاظ.
يرتبط الاضطراب ثنائي القطب أيضًا بارتفاع معدلات التفكير في الانتحار ومحاولات الانتحار. أُثبت أن اضطرابات النوم قد يكون لها أثر على خطر الانتحار لدى المرضى الذين يعانون من اضطراب ثنائي القطب. وجدت إحدى الدراسات أن سوء نوعية النوم والكوابيس قد تزيد من خطر التفكير في الانتحار ومحاولات الانتحار.

## إمكانيات العلاج الخاصة باضطرابات النوم في الاضطراب الثنائي القطب

### علاج النظم بين الشخصي والاجتماعي
الهدف الرئيسي من علاج النظم بين الشخصي والاجتماعي هو تنظيم كل من النظم اليوماوي ودورات النوم والاستيقاظ. لتحقيق هذا الهدف، يعد الحفاظ على إيقاعات يومية منتظمة لممارسة الرياضة وتناول الطعام والنوم والاستيقاظ أمرًا أساسيًا في علاج النظم بين الشخصي والاجتماعي. أظهرت الأبحاث أن دورة النوم والاستيقاظ (النظم اليوماوي والنوم) قد تخضع لعوامل اجتماعية وإرادية. بناءً على هذا النموذج البيولوجي الزمني، يهدف علاج النظم بين الشخصي والاجتماعي إلى تدبير أعراض الاضطراب ثنائي القطب.

### العلاج بالضوء للاضطراب ثنائي القطب
تشير دراسة حديثة أيضًا إلى أن الاضطراب ثنائي القطب يرتبط بزيادة الحساسية للضوء. في الدراسة، استجابت أربع نساء من الخمسة اللاتي تلقين جلسة تعرض للضوء في الظهيرة بشكل جيد. أُصيبت ثلاث من اللواتي تعرضن للضوء في الصباح بحالة مختلطة، واستجابت الأخرتين بشكل جيد. استنتج المؤلفون أن العلاج بالضوء قد يكون استراتيجية فعالة في علاج الاضطراب ثنائي القطب.

### الحرمان الكلي أو الجزئي من النوم
يشمل العلاج الآخر المقترح لاضطرابات النوم الحرمان من النوم كليًا أو جزئيًا. تبين أن الحرمان الكلي أو الجزئي من النوم يحسن الحالة المزاجية لدى مرضى الاضطراب ثنائي القطب المكتئبين. أُثبت أن أعراض الاكتئاب الشديدة تعود غالبًا بعد وقت قصير من نوم المريض. تفترض نظريتان أن آليات النظم اليوماوي قد تكون السبب وراء ذلك.